# Prix Jean-Walter
Le prix Jean-Walter est un ancien prix d’histoire, décerné chaque année par l'Académie française et « destiné au morceau le plus éloquent d’Histoire de France, et à celui dont le mérite en approchera le plus ».
Il tient son nom de l'architecte Jean Walter. 

## Liste des lauréats
- 1964 : Philippe Diolé pour l'ensemble de son œuvre
- 1965 : Henry de Monfreid pour l'ensemble de son œuvre
- 1966 : Haroun Tazieff pour l'ensemble de son œuvre
- 1967 : Henri Queffélec pour l'ensemble de son œuvre
- 1968 : Jean Malaurie pour l'ensemble de son œuvre
- 1969 : Jacqueline Auriol pour Vivre et voler
- 1970 : Jean Raspail pour l'ensemble de son œuvre
- 1971 : Roger Frison-Roche pour l'ensemble de son œuvre
- 1972 : Bernard Moitessier pour l'ensemble de son œuvre
- 1973 : Paul-Émile Victor pour l'ensemble de son œuvre
- 1974 : Alain Colas pour l'ensemble de son œuvre
- 1975 : Simon Leys pour Les Habits neufs du président Mao
- 1976 : Henri Lhote pour Vers d’autres Tassilis